# Nicolás Mauricio de Omaña
Nicolás Mauricio de Omaña y Rodríguez (Villa del Rosario, Colombia, 22 de septiembre de 1780 - La Guaira, Venezuela, 5 de abril de 1817) fue sacerdote, rector del Colegio San Bartolomé y tutor e ideólogo del general Santander: también participó en la firma del Acta de independencia del 20 de julio, junto con José Acevedo y Gómez, Camilo Torres, de su paisano el doctor  Frutos Joaquín Gutiérrez de Caviedes y de tantos otros ilustres de la patria.

## Biografía
Nació el 22 de septiembre de 1780 en la Villa de Rosario, hijo de Juan Antonio de Omaña y Juana Lucía Rodríguez y Sánchez, fue bautizado al día siguiente de su nacimiento en la Capilla Santa Ana (hoy en día en ruinas).
Desde su juventud, se dedicó a la carrera de sacerdocio llegando al grado de presbítero, luego llegó a Santa fe de Bogotá, donde se instalaría y sería designado rector del Colegio Mayor de San Bartolomé, también fue parte del cuerpo de abogados de la Real Audiencia de la Nueva Granada en el que se desempañó como Consultor del Santo Oficio de la Inquisición, pero luego renunció para enseñarle a su sobrino Santander los principios de la libertad y el rechazo a la monarquía española.

### La Patria Boba
Al desatarse el incidente del florero de Llorente, él se encuentra presente en ese lugar y luego de que se creará la junta de Santa Fe y se declarara la independencia, el y muchos ideólogos presentes, firmaron esa acta del 20 de julio de 1810. Se ideó un plan para la organización de la guerra por parte de los patriotas, junto con el entusiasta republicano don Pedro de la Lastra, el padre Omaña recibió la comisión del supremo gobierno de Cundinamarca de trasladarse a los Estados Unidos a contratar elementos bélicos y gestionar la traída de dos imprentas para el Virreinato de Nueva Granada.
De regreso a la patria junto con su compañero a fines de 1811, se encontraban en Cartagena el 11 de noviembre, día de su pronunciamiento a la libertad e independencia de la ciudad. Después de haberse llevado a cabo el juramento, el pueblo tomó las armas en su poder, dejando tan solo con destino a Cundinamarca los fusiles que se hallaban en manos de don Pedro Lastra.
Llegado ya a Santa Fe, Nicolás de Omaña trajo de Filadelfia a un joven profesor de idiomas para enseñar inglés en la ciudad. Por eso es el fundador de la cátedra del idioma inglés en Colombia.
Siguió en Cundinamarca apoyando a la causa patriota y a la rama eclesiástica civil antes de la llegada de la época del terror.

### Época del Terror
En 1816 cuando Pablo Morillo llegó a la capital de la Nueva Granada, el padre Omaña estaba consagrado al ministerio sacerdotal, como hubiese tenido actuación sobresaliente en la preparación y organización revolucionarias contra los poderes en contra de Fernando VII. Fue capturado y juzgado para luego ser desterrado a la Capitanía de Venezuela.

## Muerte
Luego de su destierro en la zona de La Guaira (Venezuela), hacia la cual salió, murió el 5 de abril de 1817.